# Ben Johnson (atleta)
Benjamin Sinclair "Ben" Johnson (Falmouth, Jamaica, 30 de desembre de 1961) és un exatleta canadenc, conegut per la seva desqualificació per dopatge després de guanyar la final dels 100 metres als Jocs Olímpics de Seül 1988. A part d'aquesta desqualificació, va guanyar dos bronzes als Jocs Olímpics de Los Angeles 1984 a la prova dels 100 metres llisos i als relleus 4 x 100 metres.
Johnson va batre en dues ocasions el rècord del món dels 100 metres, al Campionat del Món d'atletisme de 1987 i a la final olímpica de 1988, però juntament amb la seva desqualificació per dopatge, va perdre l'or i els dos rècords. A més va batre el rècord mundial dels 50 metres el 1987 (5.55) i el rècord mundial dels 60 metres en tres ocasions, 6.50 el 1986, 6.44 i 6.41 el 1987 i va guanyar l'or al Campionat Mundial de pista coberta del 1985 a París.

## Historial
Després d'admetre que va prendre substàncies prohibides durant alguns anys, la IAAF li va retirar tots els seus títols i marques, per la qual cosa, el seu historial que s'inclou a continuació no esta admès per la IAAF. Per aquest motiu Ben Johnson no va guanyar res i les seves millors marques són: 10.14 als 100 metres el 29 d'agost de 1987 a Roma i 6.44 als 60 metres, en ambdues proves el 1987 a Edmonton i Osaka.

### Jocs Olímpics
| Edició                        | Prova        | Lloc                       | Posició       | Temps         |
| ----------------------------- | ------------ | -------------------------- | ------------- | ------------- |
| Jocs Olímpics d'Estiu de 1984 | 100 metres   | Los Angeles (Estats Units) | 3r            | 10.22         |
| Jocs Olímpics d'Estiu de 1984 | 4×100 metros | Los Angeles (Estats Units) | 3r            | 38.70         |
| Jocs Olímpics d'Estiu de 1988 | 100 metres   | Seul (Corea del Sud)       | Desqualificat | 9,79          |
| Jocs Olímpics d'Estiu de 1992 | 100 metres   | Barcelona (Catalunya)      | Semifinals    | 10.70         |
| Jocs Olímpics d'Estiu de 1992 | 4×100 metres | Barcelona (Catalunya)      | Semifinals    | Desqualificat |

### Campionats del Mon
| Edició                                                 | Prova        | Lloc                        | Posició       | Notes |
| ------------------------------------------------------ | ------------ | --------------------------- | ------------- | ----- |
| Campionat del Món d'atletisme de 1983                  | 100 metres   | Hèlsinki (Finlàndia)        | Semifinalista |       |
| Campionat del Món d'atletisme en pista coberta de 1985 | 60 metres    | París (França)              | 1r            | 6.62  |
| Campionat del Món d'atletisme en pista coberta de 1987 | 60 metres    | Indianapolis (Estats Units) | 1r            |       |
| Campionat del Món d'atletisme de 1987                  | 100 metres   | Roma (Itàlia)               | 1r            | 9.83  |
| Campionat del Món d'atletisme de 1987                  | 4×100 metres | Roma (Itàlia)               | 2n            |       |
| Campionat del Món d'atletisme en pista coberta de 1991 | 60 metres    | Sevilla (Espanya)           | 4t            |       |
| Campionat del Món d'atletisme de 1991                  | 4×100 metres | Tòquio (Japó)               | 8è            | 39.51 |

### Campionats de la Commonwealth
| Edició                          | Prova        | Lloc                 | Posició | Temps |
| ------------------------------- | ------------ | -------------------- | ------- | ----- |
| Jocs de la Commonwealth de 1982 | 100 metres   | Brisbane (Austràlia) | 2n      | 10.05 |
| Jocs de la Commonwealth de 1982 | 4×100 metres | Brisbane (Austràlia) | 2n      |       |
| Jocs de la Commonwealth de 1986 | 100 metres   | Edimburg (Escòcia)   | 1r      | 10.07 |
| Jocs de la Commonwealth de 1986 | 4×100 metres | Edimburg (Escòcia)   | 1r      | 39.15 |
| Jocs de la Commonwealth de 1986 | 200 metres   | Edimburg (Escòcia)   | 3r      |       |

### Altres premis
- Membre de l'Ordre del Canadà el 1987.
- Trofeu Lou Marsh el 1986 i 1987.
- Premi Lionel Conacher el 1987.
- Premi a l'atleta de l'any de la United Press International el 1987.
- Atleta de l'any per l'Associated Press el 1987.
- Atleta de l'any per a Track & Field el 1987.
- Canadian Newsmaker of the Year el 1988.